# Johan Lundgren (fotbollsspelare)
Mikael Johan Lundgren, född 25 januari 1991, är en svensk fotbollsspelare som spelar för Göta BK. Han har tidigare spelat för Gais och GIF Sundsvall i Superettan. 

## Karriär
Lundgren inledde sin fotbollskarriär i Skoftebyns IF, innan han 2006 tog steget över till FC Trollhättan. 2007 skrev han på ett ungdomskontrakt med IFK Göteborg. Han var med i A-laget under hösten 2009, men fick som mest sitta på bänken i en allsvensk match. Under sommaren 2010 lämnade han Göteborg och återvände till FC Trollhättan.
Efter tre säsonger i Trollhättan värvades han inför säsongen 2013 av Örgryte IS. Han var en av lagets viktigaste spelare under 2013 och bildade centralt mittfält ihop med Jakob Lindström.
I december 2013 skrev Lundgren på ett treårskontrakt med GIF Sundsvall. Under säsongen 2014 spelade han 18 matcher för Sundsvall, dock endast två från start. I december 2014 skrev han på ett tvåårskontrakt med Gais.
I december 2016 återvände Lundgren till FC Trollhättan för andra gången. I december 2018 förlängde han sitt kontrakt med två år. I februari 2021 gick Lundgren till division 4-klubben Trollhättans FK. Han spelade 10 matcher under säsongen 2021.
I juni 2022 blev Lundgren klar för spel i division 4-klubben Göta BK. Han gjorde ett mål på nio matcher under säsongen 2022 och hjälpte klubben att bli uppflyttade till division 3.